# ضابطی
ضابطی (منسوب به ضابط) می‌تواند به افراد زیر اشاره کند:
- حسن ضابطی طرقی نماینده دوره بیست و یکم مجلس شورای ملی
- محمد ضابطی طرقی، نماینده دوره هشتم مجلس شورای اسلامی
- منصور ضابطیان، نویسنده و مجری رادیو و تلویزیون
- دکتر معین ضابطی، استاد دانشگاه و عضو هیأت علمی گروه علوم سیاسی و روابط بین الملل. تحلیل گر مسائل بین الملل روزنامه های ایران و صاحب امتیاز و مدیر مسئول هفته نامه سراسری مستضعفین. وی در زمینه روبط بین الملل و سیاستگذاری عمومی مقالات و کتب متعددی را منتشر نموده است.
- سمیرا ضابطی، بازیگر ایرانی
- محمد ضابطی، از مسئولان سازمان مجاهدین خلق ایران